# Ketmen-Gebirge
Das Ketmen-Gebirge (russisch Кетмень) ist Teil des Tienschan-Gebirgssystems in Kasachstan und der Volksrepublik China.
Es erstreckt sich über eine Länge von etwa 300 km in West-Ost-Richtung. Die Staatsgrenze verläuft quer zum Gebirgszug und teilt diesen in einen westlichen (in Kasachstan) und in einen östlichen Abschnitt (in China). Die höchste Erhebung bildet der Berg Nebesnaja mit einer Höhe von 3638 m. Das Tal des Ili-Nebenflusses Scharyn trennt das Ketmen-Gebirge von dem weiter westlich gelegenen Kungej-Alatau. Effusivgestein und Kalkstein sowie stellenweise Granit kommen im Ketmen-Gebirge vor. Das Gebirge weist flache Berggipfel und schroffe Berghänge auf. Tiefe Schluchten durchschneiden den Gebirgszug. Die niedrigeren Lagen sind von Steppenvegetation bedeckt. In den höher gelegenen nördlichen Hanglagen kommt Fichtenwald und Wiesenvegetation vor.